# A Street Cat Named Bob (phim)
A Street Cat Named Bob (tên tiếng Việt: Chú mèo đường phố mang tên Bob hay Bob - Chú mèo may mắn) là bộ phim điện ảnh chính kịch tiểu sử của Vương quốc Anh năm 2016 do Roger Spottiswoode đạo diễn và Tim John và Maria Nation viết kịch bản. Đây là phiên bản chuyển thể điện ảnh từ cuốn tự truyện cùng tên của nhà văn James Bowen. Phim có sự tham gia của Luke Treadaway, Ruta Gedmintas, Joanne Froggatt, Anthony Head và Mèo Bob. Phim ra mắt tại London, Anh vào ngày 3 tháng 11 năm 2016, và khởi chiếu rộng rãi vào ngày 4 tháng 11 năm 2016.
Phim đã giành chiến thắng ở hạng mục Phim Vương quốc Anh xuất sắc nhất tại Giải thưởng Điện ảnh Quốc gia Vương quốc Anh vào ngày 29 tháng 3 năm 2017.

## Nội dung
James Bowen là một người đàn ông vô gia cư và từng nghiện ma túy, sống trên đường phố ở London và cho đến những thay đổi cuối cùng của mình. Sau một sự cố liên quan đến ma túy đe dọa đến tính mạng, nhân viên hỗ trợ của anh ta là Val đã đưa anh ta vào một căn hộ của hội đồng và kê cho James methadone nhằm đưa anh ra khỏi đường phố. Vào đêm đầu tiên trong căn hộ của mình, James phát hiện ra một con mèo đang lục lọi thức ăn của mình. Cho rằng con mèo đã trốn thoát khỏi một nơi nào đó, James cố gắng trả con mèo về cho những người chủ thực sự của nó.
Sau khi để anh ta đi, cùng buổi tối hôm đó, con mèo trở lại căn hộ của James, lần này với vết thương có mủ ở chân sau. Quá lo lắng, James hỏi ý kiến người hàng xóm yêu động vật nhưng dị ứng của mình là Betty. Betty thông báo cho James về một bác sĩ thú y từ thiện địa phương nơi cô ấy tình nguyện và đặt tên cho con mèo là Bob. Xếp hàng chờ ở bác sĩ thú y, James bỏ lỡ cuộc gặp với Val.
Sau cuộc hẹn, James đã triệt sản Bob và trả tự do cho anh ta. Tuy nhiên, Bob vẫn theo James vào thị trấn, cuối cùng thu hút thêm nhiều người, khiến James trở nên giàu có hơn, và cuối cùng anh quyết định giữ Bob lại. Bob trở thành một điểm thu hút khách du lịch và James và Betty bắt đầu trở nên lãng mạn.
Một đêm khi trở về nhà, James thấy người bạn cũ của mình là Baz, bất tỉnh trong khu đất căn hộ của mình, sử dụng quá liều heroin. Baz sau đó chết trong bệnh viện, và James phát hiện ra rằng Betty không thể ở gần những người nghiện ma túy, vì người anh trai đã khuất của cô ấy từng là một. Vào đêm giao thừa, James ngẫu hứng đến thăm cha ruột của mình là Jack, mẹ kế của anh là Hilary, và những người chị em thất lạc của anh là Pris và Faith. Sau khi Bob quậy phá phòng khách của họ, Hilary đuổi James và Bob ra ngoài.
Một ngày nọ, khi đang hát rong, James đã tranh cãi với một tên côn đồ khiến đám đông lao vào đánh nhau với người đàn ông đó và James bị bắt vì tội đó. Mặc dù được cho là vô tội nhưng anh ta bị cấm hát rong trong sáu tháng. Tại hiệu thuốc nơi anh ta đang đợi nhận methadone, Betty để ý đến James, họ tranh luận và đi theo con đường riêng của họ. Sau đó, James đến văn phòng của The Big Issue để kiếm thêm tiền cho chính mình và Bob. Cuối cùng James lấy lại được sự nổi tiếng của mình với khách du lịch bằng cách bán The Big Issue.
Sau khi bị buộc tội bán bất hợp pháp tạp chí trên bản vá của nhà cung cấp khác, James và Bob bị cấm trong cả tháng. Sau khi quay trở lại công việc kinh doanh, James đã tranh cãi với một người phụ nữ thô lỗ đang cố gắng mua chuộc Bob, khiến Bob thua cuộc trong vụ ẩu đả. Bob không trở lại trong vài ngày, khiến James rất đau khổ. Sau khi Bob trở lại, James cảm thấy rằng mình đã sẵn sàng từ bỏ methadone.
Sau một tuần với các triệu chứng cai nghiện mệt mỏi, James tỉnh dậy trong sạch và khỏe mạnh. Anh đến thăm Betty, người đang trong quá trình chuyển nhà và sống một cuộc đời dành cho cô. James và Betty kết thúc tốt đẹp. Một nhà báo - Mary, yêu cầu viết một cuốn sách về James và Bob sau khi anh ấy nổi tiếng trên Internet và các phương tiện truyền thông và James đã đồng ý.
James sau đó sửa chữa mối quan hệ của anh với cha mình, và cuộc sống của anh thay đổi tốt đẹp hơn. Sau đó, tại một buổi ký tặng sách, James được Val, cha anh và Betty đến thăm chúc mừng. James và Betty vẫn là những người bạn hỗ trợ khi James và Bob tiếp tục cuộc hành trình cùng nhau.

## Diễn viên
- Bob vai chính nó.
- Luke Treadaway vai James Bowen[4][5]
- Ruta Gedmintas vai Betty[4][5]
- Joanne Froggatt vai Val[5]
- Anthony Head vai Jack Bowen[5]
- Caroline Goodall vai Hilary

## Sản xuất và phát hành
Ngày 24 tháng 8 năm 2015, Roger Spottiswoode được xác nhận sẽ đảm nhiệm vị trí đạo diễn cho phim điện ảnh chuyển thể từ cuốn tự truyện Bob – Chú mèo đường phố của nhà văn James Bowen, trong khi đó phần kịch bản sẽ do Tim John thực hiện. Adam Rolston sẽ nắm giữ vị trí sản xuất cho phim với hãng phim Shooting Script Films của anh. The Exchange nắm giữ bản quyền phân phối quốc tế của phim. Maria Nation cũng tham gia viết phần kịch bản.
Quá trình quay phim chính diễn ra từ ngày 25 tháng 10 năm 2015 tại Twickenham Film Studios ở London và một vài địa điểm tại Covent Garden. Phim được đóng máy vào ngày 6 tháng 12 năm 2015.
A Street Cat Named Bob được ra mắt tại Rạp Curzon Mayfair, London vào ngày 3 tháng 11 năm 2016, với sự tham dự của Catherine, Công tước phu nhân xứ Cambridge. Phim được chính thức khởi chiếu tại London vào ngày 4 tháng 11 và tại Mỹ vào ngày 18 tháng 11 năm 2016.

## Tiếp nhận

### Doanh thu phòng vé
A Street Cat Named Bob thu về tổng cộng 82.703 USD tại khu vực Mỹ và Canada, và 17.852.881 USD tại các thị trường khác.

### Đánh giá chuyên môn
Trên trang tổng hợp kết quả đánh giá Rotten Tomatoes, phim được đánh giá tại mức 77% dựa trên 56 bài phê bình, với mức điểm trung bình 5,9/10. Trên trang Metacritic, phim đạt số điểm 54 trên 100, theo đánh giá của 12 nhà phê bình, chủ yếu là các ý kiến hỗn tạp và trung bình.